# Hesionides unilamellata
Hesionides unilamellata är en ringmaskart som beskrevs av Westheide 1974. Hesionides unilamellata ingår i släktet Hesionides och familjen Hesionidae. Utöver nominatformen finns också underarten H. u. japonica.